# Capasa schistacea
Capasa schistacea là một loài bướm đêm trong họ Geometridae.